# Вулиця Київської Русі (Бровари)
Ву́лиця Ки́ївської Русі́ — вулиця у місті Бровари Київської області. Уздовж вулиці переважно приватна садибна забудова.

## Розміщення
Лежить у Старому центрі. Починається від вулиці Київської, між школою № 1 та місцевим РАГСом. Закінчується вулицею Петра Могили.

## Історія
До 25 грудня 2015 року дорога називалася вулицею 8 Березня — на честь Міжнародного жіночого дня. Сучасна назва — на честь 11-го та 25-го батальйонів територіальної оборони Київської області Збройних сил України, які мають назву «Київська Русь».